# Чарала
Чарала (исп. Charalá) — город и муниципалитет в северо-восточной части Колумбии, на территории департамента Сантандер. Входит в состав провинции Гуанента.

## История
Поселение, из которого позднее вырос город, было основано конкистадором Мартином Галеано 23 июля 1540 года. Муниципалитет Чарала был выделен в отдельную административную единицу в 1887 году.

## Географическое положение

Муниципалитет Чарала

Город расположен в юго-восточной части департамента, в горной местности Восточной Кордильеры, на правом берегу реки Пьента (Río Pienta), на расстоянии приблизительно 87 километров к югу от города Букараманги, административного центра департамента. Абсолютная высота — 1278 метров над уровнем моря.
Муниципалитет Чарала граничит на севере с территориями муниципалитетов Парамо и Окамонте, на северо-востоке — с муниципалитетом Моготес, на востоке — с муниципалитетами Короморо и Энсино, на юго-западе — с муниципалитетом Гамбита, на западе — с муниципалитетами Суайта и Ойба, на северо-западе — с муниципалитетом Конфинес, на юге — с территорией департамента Бояка. Площадь муниципалитета составляет 411 км².

## Население
По данным Национального административного департамента статистики Колумбии, совокупная численность населения города и муниципалитета в 2015 году составляла 10 540 человек.
Динамика численности населения муниципалитета по годам:
| 2005   | 2006   | 2007   | 2008   | 2009   | 2010   | 2011   | 2012   | 2013   | 2014   | 2015   |
| ------ | ------ | ------ | ------ | ------ | ------ | ------ | ------ | ------ | ------ | ------ |
| 11 422 | 11 322 | 11 223 | 11 136 | 11 047 | 10 964 | 10 876 | 10 794 | 10 710 | 10 625 | 10 540 |

Согласно данным переписи 2005 года мужчины составляли 50,2 % от населения Чаралы, женщины — соответственно 49,8 %. В расовом отношении белые и метисы составляли 97,9 % от населения города; негры, мулаты и райсальцы — 2 %; индейцы — 0,1 %.
Уровень грамотности среди всего населения составлял 87 %.

## Экономика
Основу экономики Чаралы составляет сельское хозяйство.
55 % от общего числа городских и муниципальных предприятий составляют предприятия торговой сферы, 23 % — предприятия сферы обслуживания, 21 % — промышленные предприятия, 1 %— предприятия иных отраслей экономики.